# Resolució 1975 del Consell de Seguretat de les Nacions Unides
La Resolució 1975 del Consell de Seguretat de les Nacions Unides fou adoptada per unanimitat el 30 de març de 2011. Després de recordar les resolucions anteriors sobre la situació a Costa d'Ivori, incloses les resolucions 1572 (2004), 1893 (2009), 1911 (2010), 1924 (2010), 1933 (2010), 1942 (2010), 1946 (2010), 1951 (2010), 1962 (2010), 1967 (2011) i 1968 (2011), el Consell va exigir que Laurent Gbagbo abandonés la presidència (permetent que el president reconegut internacionalment Alassane Ouattara prengués el poder) i imposés sancions contra ell i els seus propis associats.

Resultats a la primera volta de les eleccions de 2010:
RDR, Alassane Ouattara, Rassemblement des républicains de Côte d'Ivoire
PDCI, Henri Konan Bédié, Parti Démocratique de Côte d'Ivoire
LMP, Laurent Gbagbo, La Majorité Présidentielle

La resolució va ser patrocinada per França i Nigèria.

resultats de la segona volta de les eleccions presidencials de 2010:
RDR, Alassane Ouattara
LMP, Laurent Gbagbo

## Resolució

### Observacions
En el preàmbul de la resolució, el Consell desitjava una resolució pacífica, duradora i democràtica per a la crisi a Costa d'Ivori. Va encomiar els esforços de la Unió Africana i la Comunitat Econòmica dels Estats de l'Àfrica Occidental per a resoldre la crisi i va reafirmar el reconeixement internacional concedit a Alassane Ouattara com a president de Costa d'Ivori.
Hi havia preocupació per la situació de deteriorament ràpid del país i la seva possible recaiguda en una guerra civil. El Consell va condemnar totes les accions provocadores i violacions dels drets humans i dret internacional humanitari per part de qualsevol partit i va exigir la moderació i la resolució pacífica de les seves diferències. Totes aquestes violacions havien de ser investigades i els responsables portats davant la justícia, i el Consell considerava que els atacs civils podrien constituir un crim contra la humanitat.

### Actes
Actuant en virtut del Capítol VII de la Carta de les Nacions Unides, el Consell va instar a totes les parts de Costa d'Ivori a respectar la voluntat popular i l'elecció d'Alassane Ouattara, tal com ho reconeix l'ECOWAS, la Unió Africana i la resta de la comunitat internacional. També va exigir el cessament immediat de la violència contra civils. A més, es va instar als partits de Costa d'Ivori a perseguir la solució política oferta per la Unió Africana, i Laurent Gbagbo va ser criticat per no acceptar la solució i fou instat a abandonar el càrrec.
La resolució va condemnar els atacs de les forces de defensa, milicians i mercenaris contra les forces de manteniment de la pau de les Nacions Unides i va instar les forces i partidaris de Laurent Gbagbo a que cooperessin plenament amb l'Operació de les Nacions Unides a Costa d'Ivori (UNOCI). A més, els atacs contra civils van ser fortament condemnats i el Consell va reiterar que la UNOCI podria utilitzar "totes les mesures necessàries" en el seu mandat per protegir els civils en amenaça imminent d'atac.
Es va instar a totes les parts de Costa d'Ivori a cooperar amb la UNOCI i les forces de suport franceses com a part de l'Operació Unicorn, garantint la seva seguretat i la lliure circulació de Costa d'Ivori, així com cooperar amb una investigació independent establerta pel Consell de Drets Humans de les Nacions Unides. Els mitjans de comunicació ivorians, inclosa Radiodiffusion Télévision Ivoirien, van ser condemnats a incitar a la violència i es van exhortar a eliminar les restriccions a la llibertat d'expressió.
Hi havia preocupació per l'augment del nombre de refugiats i desplaçats interns, especialment a Libèria, i exigeix que Laurent Gbagbo aixequi el setge contra l'hotel on Alassane Ouattara va ser bloquejat i protegit per tropes de la UNOCI.

#### Individus sancionats
Finalment, el Consell va imposar sancions financeres i de viatge als següents individus per obstruir el procés de pau:
- Laurent Gbagbo (ex-president de Costa d'Ivori);
- Simone Gbagbo (Presidenta del Grup Parlamentari del Front Popular Ivorià;
- Désiré Tagro (secretari general de la presidència de Laurent Gbagbo);
- Pascal Affi N'Guessan (Cap del Front Popular Ivorià);
- Alcide Djédjé (assessor proper de Laurent Gbagbo).